# Liste der Monuments historiques in Pagny-sur-Meuse
Die Liste der Monuments historiques in Pagny-sur-Meuse führt die Monuments historiques in der französischen Gemeinde Pagny-sur-Meuse auf.

## Liste der Objekte
| Bezeichnung                                   | Beschreibung                                                                         | Standort                                   | Kennzeichnung | Schutzstatus | Datum | Bild |
| --------------------------------------------- | ------------------------------------------------------------------------------------ | ------------------------------------------ | ------------- | ------------ | ----- | ---- |
| Relief Christi Geburt                         | Stein, farbig gefasst, Mitte des 15. Jahrhunderts                                    | in der Kapelle Notre-Dame-de-Massey (Lage) | PM55000470    | Classé       | 1964  |      |
| Skulptur Notre-Dame-de-Langueur               | Darstellung der Madonna mit Kind; Stein, farbig gefasst, Anfang des 16. Jahrhunderts | in der Kirche St-Rémi (Lage)               | PM55000469    | Classé       | 1965  |      |
| Glocke                                        | Eisen, 1682 gegossen                                                                 | in der Kapelle Notre-Dame-de-Massey (Lage) | PM55001125    | Classé       | 1992  |      |
| Drei Glocken                                  | Bronze, 1807 gegossen                                                                | in der Kirche St-Rémi (Lage)               | PM55002194    | Inscrit      | 1995  |      |
| Gedenktafel an die Instandsetzung der Kapelle | Kalkstein, bezeichnet 1536                                                           | in der Kapelle Notre-Dame-de-Massey (Lage) | PM55001052    | Classé       | 1993  |      |
| Skulptur Madonna mit Kind                     | Stein, modern farbig gefasst, 14. Jahrhundert                                        | in der Kapelle Notre-Dame-de-Massey (Lage) | PM55001053    | Classé       | 1993  |      |
| Kelch                                         | Silber, vergoldet; Fuß aus dem 17. Jahrhundert; Kuppa zwischen 1819 und 1838         | in der Kirche St-Rémi (Lage)               | PM55000872    | Classé       | 1991  |      |
| Chorgestühl                                   | Eichenholz, 1774                                                                     | in der Kirche St-Rémi (Lage)               | PM55002195    | Inscrit      | 1998  |      |